# Clinton County (Illinois)
Clinton County is een county in de Amerikaanse staat Illinois.
De county heeft een landoppervlakte van 1.228 km² en telt 35.535 inwoners (volkstelling 2000). De hoofdplaats is Carlyle.